# Bulbophyllum peperomiifolium
Bulbophyllum peperomiifolium là một loài phong lan thuộc chi Bulbophyllum.